# فهرست همکاران چندباره تیم برتون
تیم برتون اغلب با تعداد خاصی از بازیگران در آثارش همکاری می‌کند. جانی دپ، هلنا بونهام کارتر، مایکل گاف و کریستوفر لی شماری از این بازیگران هستند که در فیلم‌های متعددی از تیم برتون نقش‌آفرینی کرده‌اند.
| عکس | بازیگر            | فیلم | نقش |
|     | جانی دپ           | - ۱۹۹۰ - ادوارد دست‌قیچی - ۱۹۹۴ - اد وود - ۱۹۹۹ - اسلیپی هالو - ۲۰۰۵ - چارلی و کارخانهٔ شکلات سازی - ۲۰۰۵ - عروس مرده - ۲۰۰۷ - سوئینی تاد - ۲۰۱۰ - آلیس در سرزمین عجایب - ۲۰۱۲ - سایه‌های سیاه - ۲۰۱۶ - آلیس آنسوی آینه | - ادوارد - ادوارد دی وود - ایکابد کرین - ویلی وانکا - صداپیشهٔ ویکتور ون دورت - سوئینی تاد/بنجامین بارکر - کلاهدوز دیوانه - بارناباس کالینز - کلاهدوز دیوانه |
|     | هلنا بونهام کارتر | - ۲۰۰۱ - سیارهٔ میمون‌ها - ۲۰۰۳ - ماهی بزرگ - ۲۰۰۵ - چارلی و کارخانهٔ شکلات سازی - ۲۰۰۵ - عروس مرده - ۲۰۰۷ - سوئینی تاد - ۲۰۱۰ - آلیس در سرزمین عجایب - ۲۰۱۲ - سایه‌های سیاه - ۲۰۱۶ - آلیس آنسوی آینه                    | - آری - جنی/جادوگر - خانم باکت - صداپیشهٔ عروس مرده - خانم لاوت - ملکهٔ قرمز - دکتر جولیا هافمن - ملکه قرمز                                                   |
|     | مایکل گاف         | - ۱۹۸۹ - بتمن - ۱۹۹۲ - بازگشت بتمن - ۱۹۹۹ - اسلیپی هالو - ۲۰۰۵ - عروس مرده - ۲۰۱۰ - آلیس در سرزمین عجایب | - آلفرد پنی‌ورث - آلفرد پنی‌ورث - هاردنبروک دفتردار - صداپیشهٔ الدر گوتنچت - دودو                                                                              |
|     | کریستوفر لی       | - ۱۹۹۹ - اسلیپی هالو - ۲۰۰۵ - چارلی و کارخانهٔ شکلات سازی - ۲۰۰۵ - عروس مرده - ۲۰۱۰ - آلیس در سرزمین عجایب - ۲۰۱۲ - سایه‌های سیاه                                                                                      | - قاضی - دکتر وانکا - صداپیشهٔ پاستور گلس‌ولز - جَبرواکی - سیلاس کلارنی                                                                                        |
|     | لیزا ماری         | - ۱۹۹۴ - اد وود - ۱۹۹۶ - مریخ حمله می‌کند! - ۱۹۹۹ - اسلیپی هالو - ۲۰۰۱ - سیارهٔ میمون‌ها | - خون‌آشام - دختر مریخی - خانم کرین - نووا |
|     | دیپ روی           | - ۲۰۰۱ - سیارهٔ میمون‌ها - ۲۰۰۳ - ماهی بزرگ - ۲۰۰۵ - چارلی و کارخانهٔ شکلات سازی - ۲۰۰۵ - عروس مرده | - بچه گوریل - آقای ساگی‌باتم - اومپا لومپا - صداپیشهٔ ژنرال بونساپارت                                                                                         |
|     | مایکل کیتون       | - ۱۹۸۸ - بیتل جوس - ۱۹۸۹ - بتمن - ۱۹۹۲ - بازگشت بتمن | - بیتل جوس - بتمن/بروس وین - بتمن/بروس وین |
|     | دنی دویتو         | - ۱۹۹۲ - بازگشت بتمن - ۱۹۹۶ - مریخ حمله می‌کند! - ۲۰۰۳ - ماهی بزرگ | - پنگوئن/اوسوالد کابلپات - راد گمبلر - آموس کالووی |
|     | جفری جونز         | - ۱۹۸۸ - بیتل جوس - ۱۹۹۴ - اد وود - ۱۹۹۹ - اسلیپی هالو | - چارلز دیتز - کریس‌ول - رورند استینویک |
|     | پل روبنس          | - ۱۹۸۵ - ماجراجویی بزرگ پی‌وی - ۱۹۹۲ - بازگشت بتمن - ۱۹۹۳ کابوس قبل از کریسمس | - پی‌وی هرمان - پدر پنگوئن - صداپیشهٔ لاک |
|     | گلن شادیکس        | - ۱۹۸۸ - بیتل جوس - ۱۹۹۳ کابوس قبل از کریسمس - ۲۰۰۱ - سیارهٔ میمون‌ها | - اوتو - صداپیشهٔ شهردار - سناتور نادو |
|     | وینونا رایدر      | - ۱۹۸۸ - بیتل جوس - ۱۹۹۰ - ادوارد دست‌قیچی - ۲۰۱۲ - فرنکن‌وینی | - لیدیا دیتز - کیم - صداپیشهٔ السا |
|     | کاترین اوهارا     | - ۱۹۸۸ - بیتل جوس - ۱۹۹۳ کابوس قبل از کریسمس - ۲۰۱۲ - فرنکن‌وینی | - دلیا دیتز - صداپیشهٔ سالی - صداپیشهٔ سوزان فرانکنشتاین |
|     | مارتین لاندو      | - ۱۹۹۴ - اد وود - ۱۹۹۹ - اسلیپی هالو - ۲۰۱۲ - فرنکن‌وینی | - بلا لوگاسی - پیتر ون گارت - صداپیشهٔ آقای ژیکرسکی |
|     | جک نیکلسون        | - ۱۹۸۹ - بتمن - ۱۹۹۶ - مریخ حمله می‌کند! | - جوکر - رئیس‌جمهور جیمز دیل |
|     | کریستوفر واکن     | - ۱۹۹۲ - بازگشت بتمن - ۱۹۹۹ - اسلیپی هالو | - مکس شرک - سوارکار هسی |
|     | میشل فایفر        | - ۱۹۹۲ - بازگشت بتمن - ۲۰۱۲ - سایه‌های سیاه | - زن گربه‌ای/سلینا کایل - الیزابت کالینز استادرد |
|     | وینسنت پرایس      | - ۱۹۸۲ - وینسنت - ۱۹۹۰ - ادوارد دست‌قیچی | - راوی - مخترع ادوارد |